# Space-Dye Vest
"Space-Dye Vest" je jedanaesta i posljednja pjesma s albuma Awake (izdan 1994. godine) američkog progresivnog metal sastava Dream Theater. Pjesmu je u cijelosti napisao Kevin Moore, a sastoji se uglavnom od dueta Mooreovih dionica na pianu i vokala Jamesa LaBriea, sve dok se ostatak sastava ne ubaci za dramatični završetak sve dok glazba ne utihne, a Moore odsvira završnicu s notama s kojima je i započeo skladbu. 
Pjesma je također poznata po tome što ju sastav nikada nije izvodio uživo. Kevin Moore je napustio sastav nakon što je izdan album Awake. Neki od članova sastava objasnili su kako ne žele pjesmu izvoditi uživo bez Moorea, iz razloga što je to "Mooreova skladba". Jordan Rudess se izjasnio kako bi volio odsvirati "Space-Dye Vest" uživo kad ostali članovi sastava budu spremni za to.
Osim na albumu Awake pjesma je izdana i kroz singl Dream Theatera "Lie".
Na demouratku ove pjesme, umjesto Jamesa LaBriea, vokale je odradio sam Kevin Moore.
Evo što je Kevin Moore rekao japanskom novinaru o tome što ga je inspiriralo da napiše "Space-Dye Vest":

## Izvođači
- James LaBrie - vokali
- John Petrucci - električna gitara
- John Myung - bas-gitara
- Mike Portnoy - bubnjevi
- Kevin Moore - klavijature

## Vanjske poveznice
Službene stranice sastava Dream Theater